# Lithobates fisheri
Lithobates fisheri is een kikker uit de familie echte kikkers (Ranidae). De soort werd voor het eerst wetenschappelijk beschreven door Leonhard Hess Stejneger in 1893. Oorspronkelijk werd de wetenschappelijke naam Rana fisheri gebruikt. De soortaanduiding fisheri is een eerbetoon aan Albert Kenrick Fisher.
Lithobates fisheri is in Las Vegas voor het laatst waargenomen in 1942 en geldt hier als uitgestorven. De kikker kwam voor rond de stad Las Vegas in beekjes, bronnen en plaatsen waar grondwater omhoog sijpelt. Doordat de stad door de extreme groei steeds meer grondwater ging oppompen en door de komst van de Amerikaanse stierkikker is de soort hier uitgestorven. Er zijn nog wel populaties van de kikker in de staten Arizona, New Mexico en Nevada.

## Synoniemen
- Lithobates fisheri
- Rana pipiens fisheri
- Rana onca fisheri
- Rana (Rana) fisheri
- Rana (Pantherana) fisheri